# Мехмед-бей Теке
Мубаризеддин Мехмед-бей или Теке-бей, Такка-бей (тур. Mübarizeddin Mehmed Bey, итал. Tacca, Takka, Tekke; — ум. не ранее декабря 1377 года) — представитель южной ветви династии Хамидогуллары, правившей в Анталии. Мехмед-бей (или Такка-бей, как его называли кипрские источники) воевал с Королевством Кипр, захватившим Анталию в 1361 году. В 1373 году Мехмед-бей вернул город, получив при этом прозвище Зинджиркиран — Разрыватель цепи.

## Биография
Мехмед происходил из южной, анталийской, ветви династии Хамидогулларов (называемой Текеогуллары), которая шла от Юнуса, брата Дюндара-бея и внука основателя династии, Хамида-бея. Дюндар-бей завоевал Анталию и поставил править ею Юнуса (по тюркской традиции назначать править городами своих родственников). По мнению И. Узунчаршилы, показавшего связь Текеогулларов с Хамидогулларами, считать Юнуса и его потомков правителями отдельного бейлика нельзя — они правили лишь южной частью бейлика Хамидогулларов. 
Когда Чобанид Тимурташ был назначен монгольским бейлербеем Анатолии, он совершил рейд по бейликам, чтобы добиться повиновения беев. Дюндар не смог оказать сопротивления и бежал в Аланию к  племяннику Махмуду Юнусоглу, который выдал дядю Тимурташу. 
Мехмед был сыном  Махмуда Юнусоглу, который бежал в Каир с Тимурташем. После бегства Махмуда беем стал его брат Хызыр, затем сын Хызыра Дади. И лишь затем Мехмед стал беем Анталии. Неизвестно время, когда Мехмед сменил Дади, но в 1361 году, согласно кипрским источникам, он уже был правителем Анталии.

### Потеря Анталии
В 1361 году король Кипра захватил Анталию. Киприоты разграбили её, по словам Гийома де Машо, который писал о массовой гибели населения при пожарах и грабежах. Аналогичное сообщение есть и у Фруассара: «король Кипрский отнял у врагов Господа крепкий город Саталью и вырезал без исключения всех его жителей обоего пола, которых нашёл». По словам Леонтия Махеры, «правитель города Теке Бей» в это время находился за пределами города. Новость о потере Анталии стала для него неожиданностью. Мехмед проник в город через тайный проход, чтобы узнать обстановку, увидев знамёна кипрского короля, испугался, что его узнают, и быстро скрылся. Столицу южной части бейлика Хамидидов после потери Анталии Мехмед перенёс в Коркут. После того, как войско крестоносцев покинуло анатолийское побережье, Мехмед-бей решил отвоевать город. Союз беев распался, подчинявшиеся ранее Мехмеду эмиры Алайи и Манавгата взяли на себя обязательство ежегодно платить дань Кипру и вывесить штандарт короля в своих городах. Оказавшись без сил, достаточных для штурма, Мехмед блокировал Анталию, перекрыв поставки продовольствия.

### 1362—1363 годы
Ильяс-бей Хамидид помог своему родственнику Мехмеду, Алаэддин-бей Караманид также участвовал в анталийской кампании. 13 апреля 1362 года с армией в 45 000 человек они осадили крепость Анталии и начали обстреливать её камнями и метательными снарядами. Восемь галер бея Алайи поддержали атаку с моря. Защитники крепости тоже метали камни, стреляли из арбалетов и луков. С Кипра прибыло подкрепление и три галеры под командованием сэра Джона де Бри уничтожили восемь турецких галер. Атака Мехмеда с суши тоже была отбита. По описанию хрониста, «турки, находившиеся на лестницах, падали в ров; [многие были убиты], и среди них был великий эмир, родственник Теке Бея». Хамидиды так и не смогли вернуть город, который защищал Жак де Норес. Мехмед перекрыл воду, которая текла в город. В ответ кипрский гарнизон укрепил город, построил стены и надстроил башни. 9 мая 1362 года кипрский флот под командованием адмирала Жана де Сюр доставил в Анталию подкрепление, оружие и продовольствие, а затем захватил и сжёг Миру, находившуюся на землях Мехмеда. Вернувшись в Анталию, адмирал получил послание от Мехмеда, который просил короля продать ему Анталию. Адмирал ответил отказом.
В 1362 и 1363 годах чума опустошила Кипр, 24 октября король Пьер I де Лузиньян отправился в Европу за помощью. Этим воспользовался Мехмед-бей и в 1363 году Мехмед Реис с двенадцатью галерами напал на Кипр. Он взял под свой контроль Пенталью, завоевал и разграбил Кирению, другой флот из шести галер совершил набег на Карпас. Ответные рейды киприотов не изменили ситуации; хотя в целом перевес был на стороне христиан, каких-либо успехов им добиться не удалось.

### Осада Корикоса
Мамлюкский султан послал письма с предложением вступить в антикипрский альянс бею Алайи Хусамеддину Махмуду, Караманоглу Алаэддину, Хамидоглу Хусамеддину Ильясу, Мубаризюддину Мехмеду, Айдыноглу Исе, Ментешеоглу Мусе и его брату Кирману, Саруханоглу Исхаку-бею. В феврале 1367 года большинство из них прибыли к Караманоглу Алаеддину-бею. В Конье собралась армия из 40 000 человек, которая под командованием Ильяса Хамидида и Исы Айдынида подошла к Корикосу, находившемуся под властью короля Кипра. Алаеддин-бей присоединился к ним позже, после того, как он захватил Силифке. Роберт де Лузиньян, защищавший крепость, обратился за помощью к королю Кипра Пьеру I, который прислал на подмогу своего брата Жана де Лузиньяна; 28 февраля 1367 года Жан вместе с войском на шести галерах высадился на берег, несмотря на умелую и точную стрельбу лучников Ильяса-бея. Крестоносцы, которые несли большие потери, были вынуждены укрыться в крепости. Однако 7 марта 1367 года беи свернули свой лагерь, сняли осаду и ушли от Корикоса. Причиной этого стало известие об убийстве эмира Елбоги из Каира.Мехмед-бей хотел воспользоваться неразберихой, которая началась после убийства короля Пьера I де Лузиньяна 17 января 1369 года, в августе 1370 года он осаждал Анталию с помощью беев Манавгата и Алайи, но безуспешно.
После кампании в Корикосе отношения Ильяса-бея и Алаэддина-бея испортились. В итоге Ильяс-бей был вынужден бежать к Сулейману-Шаху Гермияноглу. И хотя через два года Ильяс-бей восстановил бейлик с помощью Сулеймана-Шаха и османского султана Мурада I, но оказывать помощь Мехмеду он уже не мог.

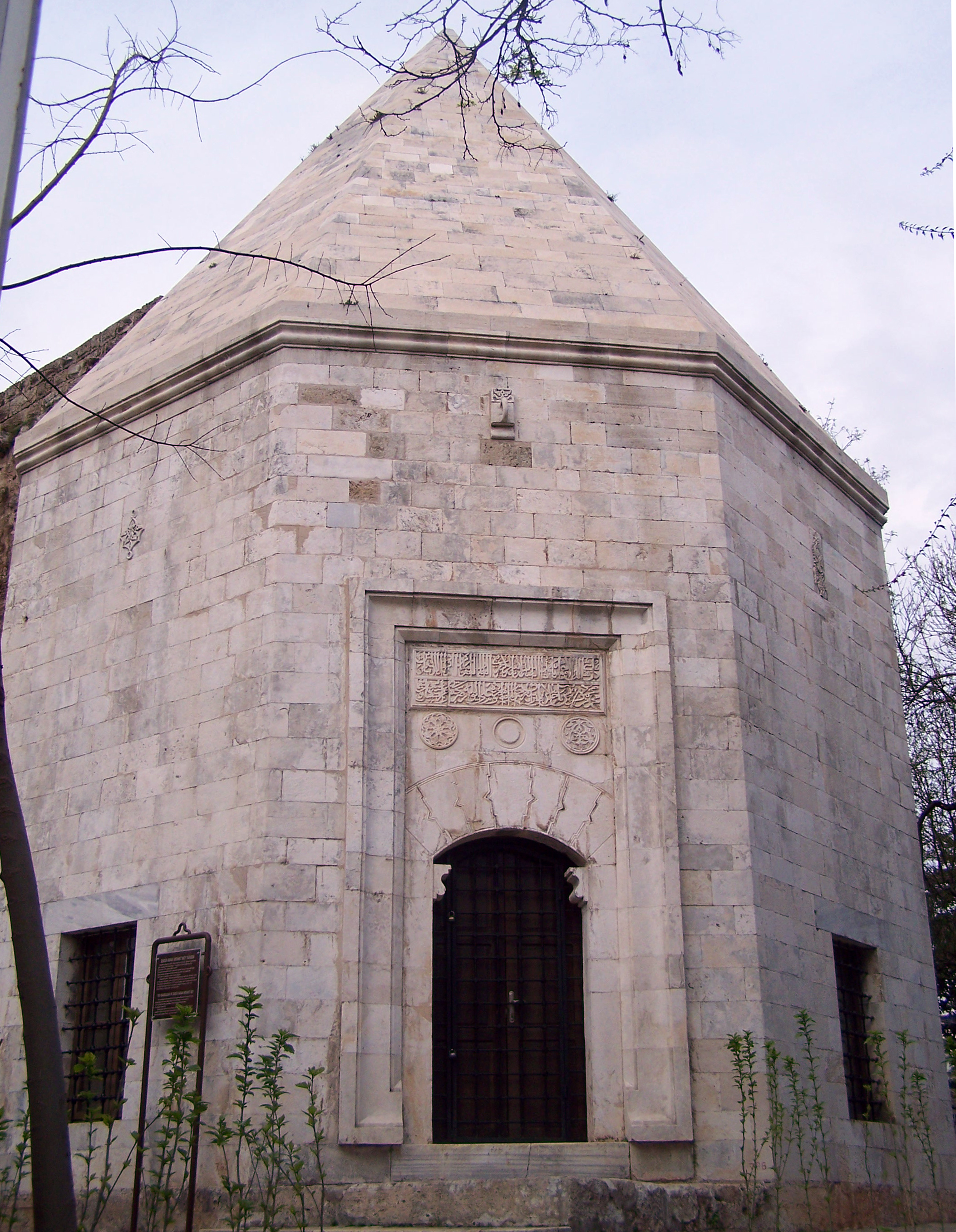
Мавзолей Зинджиркирана

### Возвращение Анталии
В 1373 году ситуация вокруг Анталии изменилась, поскольку в апреле этого года началась Кипро-генуэзская война. Существуют две версии перехода Анталии в руки Мехмеда от киприотов. По первой, изложенной кипрскими хронистами, возникла угроза того, что Анталию захватят генуэзцы, и было принято решение отдать город туркам, лишь бы не позволить ему попасть в руки генуэзцев. Поэтому ещё до того, как генуэзцы начали активные боевые действия, правительство Кипра отправило послов к Мехмеду и предложило ему Анталию при условии, что он станет вассалом короля и будет платить дань. 14 мая 1373 года Мехмед-бей прибыл к городу и дал клятвы соблюдать условия передачи Анталии. По второй версии, изложенной турецкими источниками, Мехмед использовал кипро-генуэзскую войну и 14 мая 1373 года силой захватил Анталию с помощью других беев. Он восстановил превращённую киприотами в церковь мечеть Алаеддина, известную как Мечеть Йивли Минаре. До сих пор сохранилась надпись на воротах мечети об этом событии от 774 (1373) года : «С помощью Бога город Анталья был нами завоёван. Эта святая мечеть была построена, чтобы показать наше уважение султану побережья, сыну Махмуда Мухаммеду бею. Пусть его правление будет долгим».
Мехмеду-бею дали прозвище Зинджиркиран (тур. Zincir kıran — разрыватель цепи), возможно, потому, что он разорвал цепь, которая была протянута киприотами между башнями в устье городского порта во время осады Антальи. Остатки цепи были ещё на месте спустя 150 лет в начале XVI века. Дата смерти Мехмеда неизвестна, он умер после своего сына Али-бея, скончавшегося в декабре 1377 года, но до 1387 года, поскольку во время похода Мурада I против Алаеддина Караманида беем Анталии уже был сын Мехмеда, Осман. Мехмед-бей захоронен в Анталии вместе с Али-беем в мавзолее, построенном Мехмедом для Али в 1377 году и называемом мавзолей Зинджиркирана.
Кроме сыновей Али и Османа у Мехмеда была дочь, жена Хамзы Фирузоглу, который убил Османа. В 1432 году в Дамаске Бертрандон де ла Брокьер встретил «Турецкую даму, родителем которой был Великий Турок», а мужем — «Камуссат байша» (фр. Camussat bayscha), «самый выдающийся губернатор в Турции». По мнению турецкого историка Ш. Текиндага, эта дама — дочь Мехмеда-бея.